# ミクロネシア連邦の島の一覧
ミクロネシア連邦の島の一覧を示す。
カロリン諸島にあるミクロネシア連邦には607の島がある。

## 一覧
- アンツ環礁
- チューク諸島 - 248の島がある。
  - ジープ島
  - ウェノ
- エアウリピク環礁
- エラート環礁
- エタール環礁 - ノモイ諸島の環礁
- ファイス島
- ファラウレップ環礁
- ファユ環礁
- ホール諸島
- イファリク環礁
- カピンガマランギ環礁
- コスラエ島
- クオープ環礁
- ラモトレック環礁
- ロサップ環礁 - 北部モートロック諸島の環礁
- ルクノール環礁 - ノモイ諸島の環礁
- モアキロア環礁
- ムリロ環礁 - ホール諸島の環礁
- ナモ島（英語版） - 北部モートロック諸島の島
- ナモルク環礁 - 北部モートロック諸島の環礁
- ナモヌイト環礁
  - オノウン島
- ヌグール環礁
- ノムウィン環礁 - ホール諸島の環礁
- ヌクオロ環礁
- オリマラオ環礁
- オロルク環礁
- パキン環礁
- ピアガイロエ環礁（英語版）
- ピンゲラップ環礁
- ポンペイ島
- プルサック環礁
- プルワット環礁
  - アレット島
- プンナップ環礁
  - プンナップ島
  - タマタム島（英語版）
- サプゥアフィク環礁
- サタワル島
- サタワン環礁 - ノモイ諸島の環礁
- ソロール環礁
- ウルシー環礁
- ウォレアイ環礁
- ヤップ島